# گوبیسور
گوبیسور (نام علمی: Gobisaurus) نام یک سرده از تیره خمیده‌خزندگان است.